# Homalanthus caloneurus
Homalanthus caloneurus är en törelväxtart som beskrevs av Airy Shaw. Homalanthus caloneurus ingår i släktet Homalanthus och familjen törelväxter. Inga underarter finns listade i Catalogue of Life.